# Maria Spötl
Maria Elisabeth Spötl (* 15. September 1898 in Landeck; † 29. Juli 1953 in Schwaz) war eine österreichische Künstlerin, die vor allem durch ihre Andachts- und Fleißbildchen bekannt wurde.

## Leben und Werk

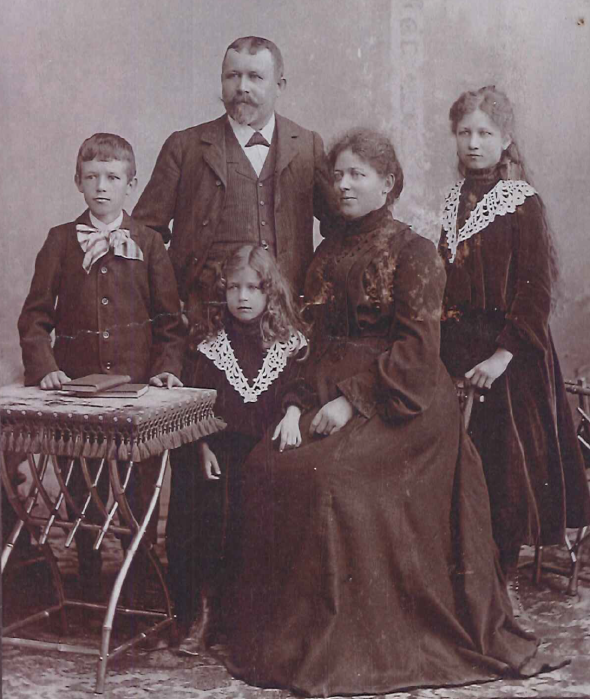
Familie Spötl mit den Eltern Josef und Maria Elisabeth und den Kindern Josef, Maria und Paula, um 1905

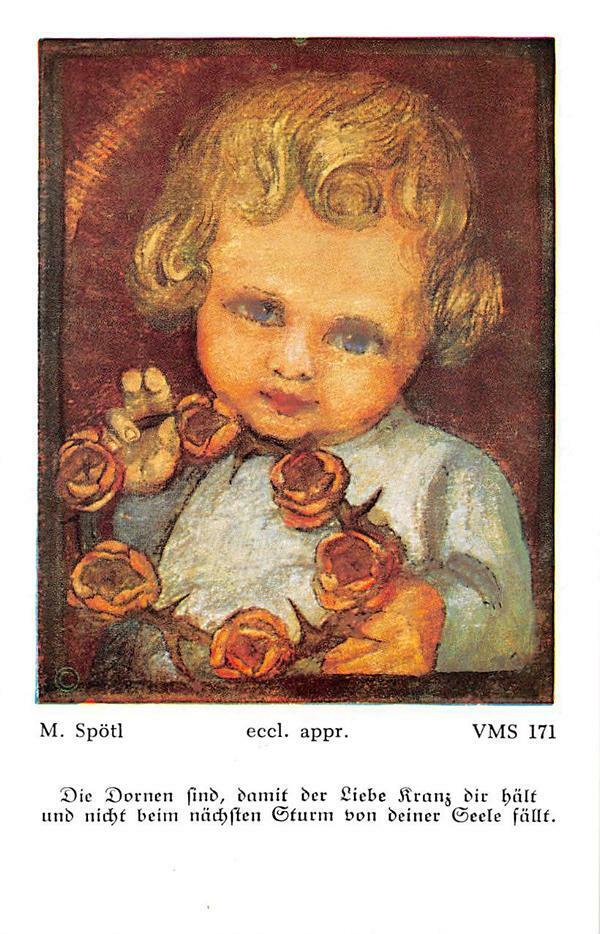
Fleißbildchen VMS Nr. 171

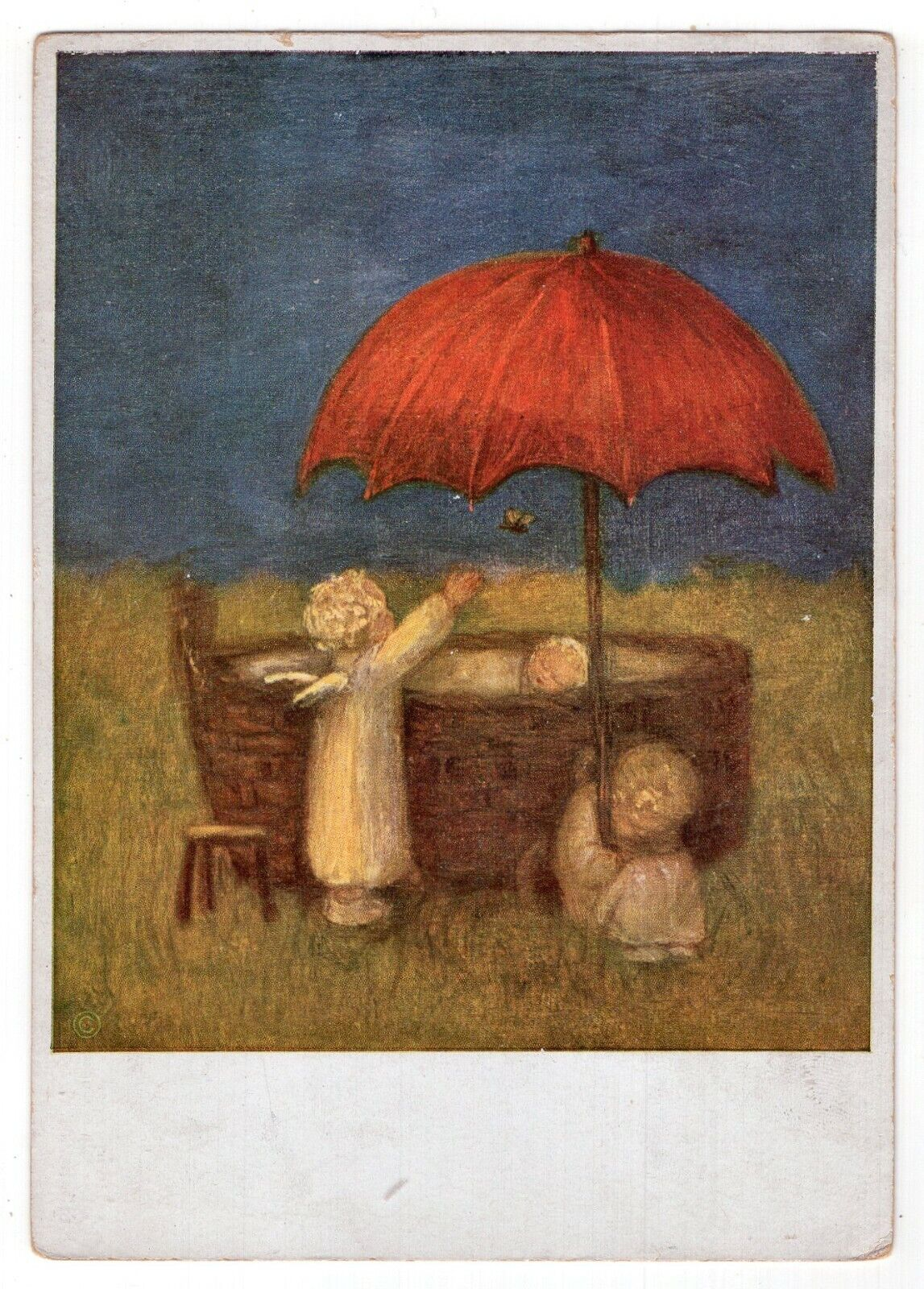
Karte In treuer Hut VMS Nr. 318

Maria Spötl (ihren eigentlichen Rufnamen Elisabeth verwendete sie nicht) wurde 1898 als Tochter des Postbeamten Josef Spötl und der Maria Elisabeth geb. Geiger in Landeck in eine streng katholische Familie geboren. Sie hatte drei ältere Geschwister, Maria Paula, die Ordensschwester wurde, Josef, der Priester wurde, und den als Kind verstorbenen Johann Thomas. 1907 zog die Familie nach Schwaz, wo der Vater die Postmeisterstelle erhielt. Nach der Volksschule besuchte Maria das katholische Institut Marienberg in Bregenz. Anschließend besuchte sie die Abteilung für Bildhauerei an der Staatsgewerbeschule in Innsbruck. Ihre weitere Ausbildung erhielt sie bei Leo Samberger in München und in der Meisterklasse von Karl Sterrer an der Akademie der bildenden Künste Wien. Danach kehrte sie nach Schwaz zurück, wo sie bis an ihr Lebensende blieb, sich um ihre Eltern kümmerte und als Künstlerin tätig war. 1930 trat sie, vermutlich angeregt durch einen Besuch bei Padre Pio in San Giovanni Rotondo, in den dritten Orden des hl. Franziskus ein.
Maria Spötl schnitzte Heiligenfiguren, Krippen und Kruzifixe, von denen viele nach Skandinavien und Übersee gelangten. Ab etwa 1930 war ihr aufgrund eines Herzleidens die körperliche Arbeit als Bildhauerin unmöglich und sie widmete sich verstärkt der Malerei. Ab 1931 schuf sie zahlreiche Vorlagen für Andachtsbildchen und -karten für den Münchner Verlag Ars sacra. Der Verlag setzte zu dieser Zeit vermehrt auf Künstlerbildchen, bei denen der Name der Künstlerin oder des Künstlers aufgedruckt war. Dadurch erlangte Maria Spötl große Bekanntheit und wurde oft mit Maria Innocentia Hummel verglichen. 1935 kam es zum Bruch mit Ars sacra und Spötl veröffentlichte ihre Bildchen fortan über den eigenen Verlag Maria Spötl (VMS). Insgesamt wurden bis zu ihrem Tod in diesem Verlag 340 Bildchen, 285 verschiedene Karten, vier Kommunionbilder sowie sechs Lesezeichen vertrieben, die in Wien gedruckt wurden und eine Gesamtauflage von fast 10 Millionen Stück erreichten. Die Verse zu den Abbildungen, die in mehrere Sprachen übersetzt wurden, verfasste sie selbst. Daneben schuf sie Entwürfe für Porzellanfiguren, die von der Porzellanfabrik W. Goebel in Deutschland produziert wurden, und erhielt Aufträge für Porträts oder Altarbilder.
Maria Spötl lebte sehr zurückgezogen und bescheiden. Sie starb nach einem längeren Krebsleiden mit 54 Jahren in Schwaz. Ihr Grab befindet sich im alten Schwazer Friedhof an der Südseite der Pfarrkirche.
Ihre Bildchen, die religiöse Szenen, vorwiegend mit Kindern oder Engeln, zeigten, wurden als „Spötl-Bildchen“ weit über Tirol hinaus bekannt und bis in die 1970er Jahre gedruckt. Die Darstellungen waren sehr beliebt, aber auch umstritten. Ablehnung kam nicht nur von der Kunstkritik, die ihre Werke als kitschig oder naiv betrachtete, sondern auch von kirchlicher Seite, etwa von der Liturgischen Bewegung, die darin einen „religiösen Infantilismus“ sah. Während der nationalsozialistischen Herrschaft konnte Spötl ihre Bilder weiter vertreiben, auch wenn ihre Kunst als „frömmelnd“ und „bigott“ bezeichnet wurde und manchmal Verse aufgrund der Zensur geändert werden mussten.

## Gedenken
An Maria Spötls Geburtshaus in Landeck wurde anlässlich ihres 100. Geburtstags 1998 eine Gedenktafel angebracht. In Schwaz wurde der Maria-Spötl-Weg nach ihr benannt.

## Ausstellungen
- Rabalderhaus, Schwaz, 1991[4]
- Schloss Landeck, 2016/17[5]
- Schloss Landeck, 2017[6]
- Rabalderhaus, Schwaz, 2018

## Bücher
- Komm mit zu Ihr! Ein Buch von Maria und ihrem Kind. Mit Texten von Odilo Altmann.  Tyrolia-Verlag, Innsbruck 1931
- Die Himmelstür. Ein heiliges Bilderbüchlein für Beicht- und Kommunionkinder mit Bildern und Versen von Maria Spötl. Verlag Ars Sacra, München 1934
- Bethlehem. Advents- und Weihnachtsbetrachtungen. Nach den Geschichten von Anna Katharina Emmerick, Bilder von Maria Spötl. Verlag Ars Sacra, München 1934